# Lijst van Belgische beeldhouwers
Dit is een lijst van Belgische beeldhouwers waarover een artikel in de Nederlandstalige Wikipedia staat. 

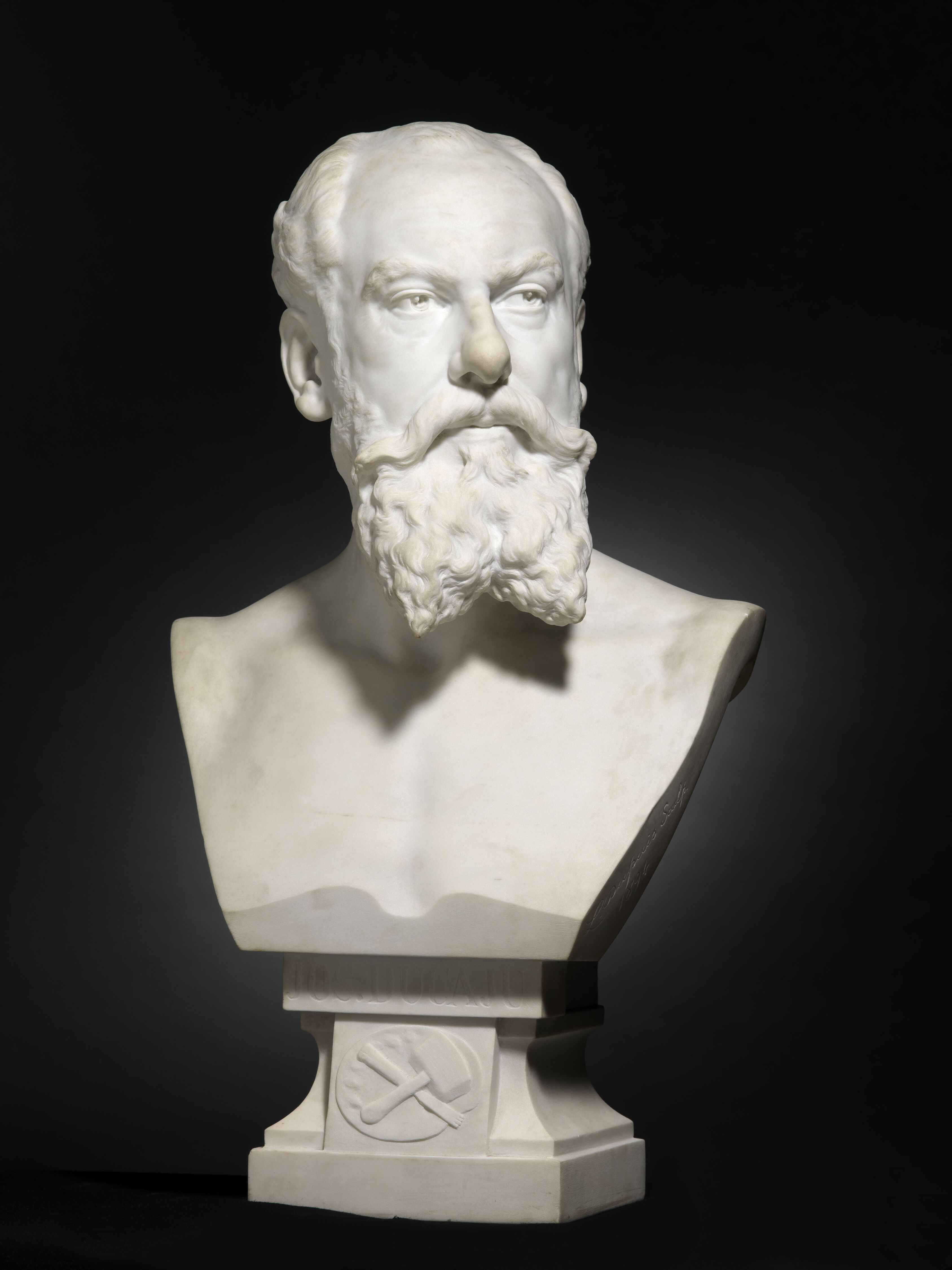
Buste van Joseph Ducaju (Louis Dupuis, 1894)

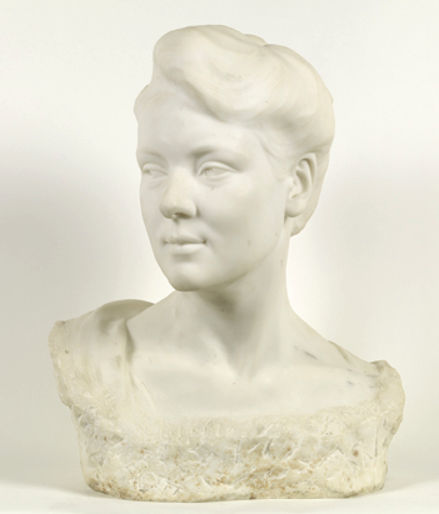
Buste van Juliette Samuel-Blum (Charles Samuel)

## A
- Germaine Anciaux (1904-1999)
- Mady Andrien (1941)
- Willy Anthoons (1911-1982)
- Karel Aubroeck (1894-1986)

## B
- Alfons Baggen ((1862-1937)
- Elisabeth Barmarin (1915-2010)
- Joseph Baudrenghien (1873-1954)
- Valentine Bender (1884-1947)
- Jules Bernaerts (1882-1957)
- Guillaume Bijl (1946)
- Jan Boecksent (1660-1727)
- Jan Boedts (1904-1973)
- Henri Boncquet (1868-1908)
- Pieter Boncquet (1850 -1884)
- Emil Bourgonjon (1841-1927)
- Gerard Bourgonjon (1871-1963)
- Louis Bourgonjon (1835-1925)
- Pieter Braecke (1858-1938)
- Auguste Braekevelt (1832-1908)
- Jules Brouns (1885-1971)
- Charles Brunin (1841-1887)

## C
- Henriëtte Calais (1863-1951)
- Jan-Robert Calloigne (1775-1830)
- Anne Canneel (1950-2017)
- Jean Canneel (1889-1963)
- Berthe Centner (1866-1950)
- Guillaume Charlier (1854-1925)
- Thérèse Chotteau (1951)
- Lieven Colardyn (1894-1962)
- Eduard Colinet (1844-1890)
- Claire Colinet (1885-1972)
- Polydore Comein (1848-1907)
- Hélène Cornette (1867-1957)
- Anton Cotteleer (1974)
- Alfred Courtens (1889-1967)
- Patrick Crombé (1955-2021)

## D
- Napoleon Daems (1852-1939)
- Willem De Backer (1910-1993)
- Aloïs De Beule (1861-1935)
- Emiel De Block (1941)
- Berlinde De Bruyckere (1946)
- Thierry De Cordier (1954)
- Alfons De Cuyper (1877-1954)
- Léonard De Cuyper (1813-1870)
- Frans Deckers (1835-1916)
- Babette Degraeve (1965)
- Guillaume De Groot (1839-1922)
- Anne De Liedekerke (1896-1986)
- Laurent Delvaux (1696-1778)
- Charles Delporte (1928-2012)
- Eugène De Plyn (1827-1898)
- Karel De Plyn (1827-1911)
- Petrus Cornelius De Preter (1814-1886)
- Pieter De Roeck (1862-1931)
- Isidore De Rudder (1855-1943)
- Albert Desenfans (1845-1938)
- Jan Desmarets (1961)
- Paul De Vigne (1843-1901)
- Pieter De Vigne (1812-1877)
- Constant Devreese (1823-1900)
- Godefroid Devreese (1861-1941)
- Cornelis Floris de Vriendt (1513-1575)
- Frans De Vriendt (1829-1919)
- Danny Devos (1959)
- Daniël Devriendt (1907-1988)
- Begga D'Haese (1939)
- Roel D'Haese (1921-1996)
- Julien Dillens (1849-1904)
- Eugène Dodeigne (1923-2015)
- Monique Donckers (1954)
- Valère Dupont (1851-1935)
- Louis Dupuis (1842-1921)
- Toon Dupuis (1877-1937)
- Frans Duquesnoy (1597-1643)
- Hiëronymus Duquesnoy de Jonge (1602-1654)
- Hiëronymus Duquesnoy de Oudere (vóór 1570-1641)
- Jean-Marie Dutry (1899-1986)
- Desiré Duwaerts (1850-1901)

## E
- Egidius Everaerts (1877-1949)
- Léonce Evrard

## F
- Maria Faydherbe (1587-1643)
- Edouard Fiers (1822-1894)
- Charles Auguste Fraikin (1817-1893)

## G
- Alexandre Geefs (1829-1866)
- Aloys Geefs (1817-1841)
- Charles Geefs (1829-1911)
- Georges Geefs (1855-1933)
- Jozef Geefs (1808-1885)
- Théodore Geefs (1827-1867)
- Willem Geefs (1805-1883)
- Karel Hendrik Geerts (1807-1855)
- Paul Gees (1949)
- Vic Gentils (1919-1997)
- Jan Gerrits (1844-1922)
- Giambologna (1529-1608)
- Gilles-Lambert Godecharle (1750-1835)
- George Grard (1901-1984)
- Gabriël Grupello (1644-1730)
- Laurent Gillis (1688-1749)

## H
- Albert Hambresin (1850-1938)
- Robert Heylbroeck (1901-1962)
- Werner Heyndrickx (1909-1986)
- Paul Van Hoeydonck (1925-2025)

## I
- Idel Ianchelevici (1909-1994)

## J
- Louis Jehotte (1803/1804-1884)
- Emile Jespers (1862-1918)
- Floris Jespers (1889-1965)
- Oscar Jespers (1887-1970)
- Clement Jonckheer (1871-1932)
- Frans Joris (1851-1914)

## K
- Willy Kreitz (1903-1982)
- Kobe (kunstenaar) (1950-2014)

## L
- Eugène Lacomblé (1828-1905)
- Jean-Paul Laenen (1931-2012)
- Jef Lambeaux (1852-1908)
- Adelaïde Lefebvre (1860-1940)
- Louis François Lefebvre (1834-1903)
- Jozef Lelan (1868-1953)
- Jenny Lorrain (1867-1943)
- Jeanne Luykx (1927-1973)

## M
- Mark Macken (1913-1977)
- Jacques Marin (1877-1950)
- Robert Massart (1892-1955)
- Egide Mélot (1816-1885)
- Constantin Meunier (1831-1905)
- August Michiels (1922-2003)
- Jeanne Louise Milde (1900-1997)
- Léon Mignon (1847-1898)
- George Minne (1866-1941)
- Hubert Minnebo (1940)
- Jacques Moeschal (1913-2004)
- Monique Mol (1939)
- Achilles Moortgat (1881-1957)

## N
- Emile Namur (1852-1908)
- Nadia Naveau (1975)
- Adriaan Nijs
- Suzanne Nijs (1902-1985)
- Henri-Julien Noreilde (1872-1958)
- Sylvain Norga (1892-1968)

## O
- Louise Ochsé (1884-1944)

## P
- Panamarenko (1940-2019)
- Philippe Parmentier (1787-1851)
- Wilfried Pas (1940-2017)
- Pierre Pauwels (1887-1969)
- Petrus Pauwels-D'hondt (1852-1896)
- Hendrik Peeters-Divoort (1815-1869)
- Valeer Peirsman
- Constant Permeke (1886-1952)
- Pierre-Denis Plumier (1688-1721)
- Victor Poelaert (1820-1859)
- Walter Pompe (1703-1777)
- Rik Poot (1924-2006)
- Igor Preys (1963)
- Pierre Puyenbroeck (1804-1884)

## Q
- Artus Quellinus (1609-1668)
- Arne Quinze (1971)

## R
- Reinhoud (1928-2007)
- Peter Rogiers (1967)
- Égide Rombaux (1865-1942)
- Remi Rooms (1861-1934)
- Octave Rotsaert (1885-1964)
- Victor Rousseau (1865-1954)
- Joseph Rulot (1853-1919)

## S
- Ernest Salu
- Juliette Samuel-Blum (1877-1931)
- Pieter Scheemaeckers (1640-1714)
- Ferdinand Schirren (1972-1944)
- Yvonne Serruys (1873-1953)
- Victor Sileghem (1855-1940)
- Eugène Simonis (1810-1893)
- Oscar Sinia (1877-1956)
- René Smits (1925-2010)
- Antonius Sopers (1823-1882)
- Josine Souweine (1899-1983)
- Alfons Stels (1911-1992)
- Paul Stoffyn (1884-1945)
- Alfons Jozef Strymans (1866-1959)

## T
- Jean-Pierre-Antoine Tassaert (1727-1788)
- Gerard Thienpont (1940)
- Jean Thonon jr. (1610-1673)
- Jean Thonon sr. (16e-17e eeuw)
- Koenraad Tinel (1934)
- Pierre Toebente (1919-1997)
- Jeanne Tercafs (1898-1944)

## V
- Pieter Valckx (1734-1783)
- War van Asten (1888-1958)
- Louis Pierre Van Biesbroeck (1839-1919)
- Louis Van Boeckel (1857-1944)
- Louis Van Cutsem (1909-1992)
- Emil Van den Bossche (1849-1921)
- Auguste Van den Kerckhove (1825-1895)
- Godefroid Van den Kerckhove (1841-1913)
- Jean Van den Kerckhove (1815-1885)
- Louis Van den Kerckhove (1814-1883)
- Gustaaf Van den Meersche (1891-1970)
- Charles Van der Stappen (1843-1910)
- Robert Van de Velde (1895-1978)
- Georges Vandevoorde (1878-1964)
- Joseph-Gérard Van Goolen (1885-1944)
- Jan Frans Van Havermaet (1828-1899)
- Josyane Vanhoutte (1946)
- Charles Van Oemberg (1824-1901)
- Henri Van Perck (1869-1951)
- Hilde Van Sumere (1932-2013)
- Madeleine Van Thorenburg (1880-1961)
- Berthe Van Tilt (1849)
- Georges Vantongerloo (1886-1965)
- Gustave Van Vaerenbergh (1873-1927)
- Julia Vanzype (1870-1950)
- Geo Verbanck (1881-1961)
- Theodoor Verhaegen (1700-1759)
- Charles Verhasselt (1902-1993)
- Rombout Verhulst (1624-1698)
- Raf Verjans (1935)
- Willem Vermandere (1940)
- Anne-Marie Volders (1960)
- Antoine Vriens (1902-1987)

## W
- Adolphe Wansart (1873-1954)
- Eric Wansart (1899-1954)
- Gigi Warny (1956)
- Georges Wasterlain (1889-1963)
- Antoine Wiertz (1806-1865)
- Ernest Wijnants (1878-1964)
- André Willequet (1921-1998)
- Joseph Willems (1845-1910)
- Joseph Witterwulghe (1883-1967)
- Maurice Wolf (1902-1942)
- Rik Wouters (1882-1916)
- Frans Wuytack (1934)

## X
- Albert Xavery (1664-ca. 1728)
- Jeronimus Xavery (1639-1724)
- Pieter Xavery (1646-1673)

## Z
- Matthias Zens (1839-1921)